# Рідфілд (Мен)
Рідфілд (англ. Readfield) — місто в США, в окрузі Кеннебек штату Мен. Населення — 2597 осіб (2020).

## Демографія
Згідно з переписом 2010 року, у місті мешкало 2598 осіб у 998 домогосподарствах у складі 738 родин. Було 1293 помешкання
Расовий склад населення:
| - 97,2 % — білих - 0,6 % — азіатів - 0,3 % — корінних американців - 0,3 % — чорних або афроамериканців - 0,2 % — вихідців з тихоокеанських островів |

До двох чи більше рас належало 1,2 %. Частка іспаномовних становила 0,7 % від усіх жителів.
За віковим діапазоном населення розподілялося таким чином: 23,6 % — особи молодші 18 років, 64,0 % — особи у віці 18—64 років, 12,4 % — особи у віці 65 років та старші. Медіана віку мешканця становила 43,4 року. На 100 осіб жіночої статі у місті припадало 98,6 чоловіка; на 100 жінок у віці від 18 років та старших — 97,5 чоловіків також старших 18 років.
Середній дохід на одне домашнє господарство становив 87 686 доларів США (медіана — 74 559), а середній дохід на одну сім'ю — 92 348 доларів (медіана — 81 797). Медіана доходів становила 46 450 доларів для чоловіків та 40 313 долари для жінок. За межею бідності перебувало 5,9 % осіб, у тому числі 4,7 % дітей у віці до 18 років та 2,5 % осіб у віці 65 років та старших.
Цивільне працевлаштоване населення становило 1428 осіб. Основні галузі зайнятості: освіта, охорона здоров'я та соціальна допомога — 33,4 %, науковці, спеціалісти, менеджери — 9,5 %, публічна адміністрація — 7,9 %, мистецтво, розваги та відпочинок — 7,9 %.